# Mode au XIXe siècle

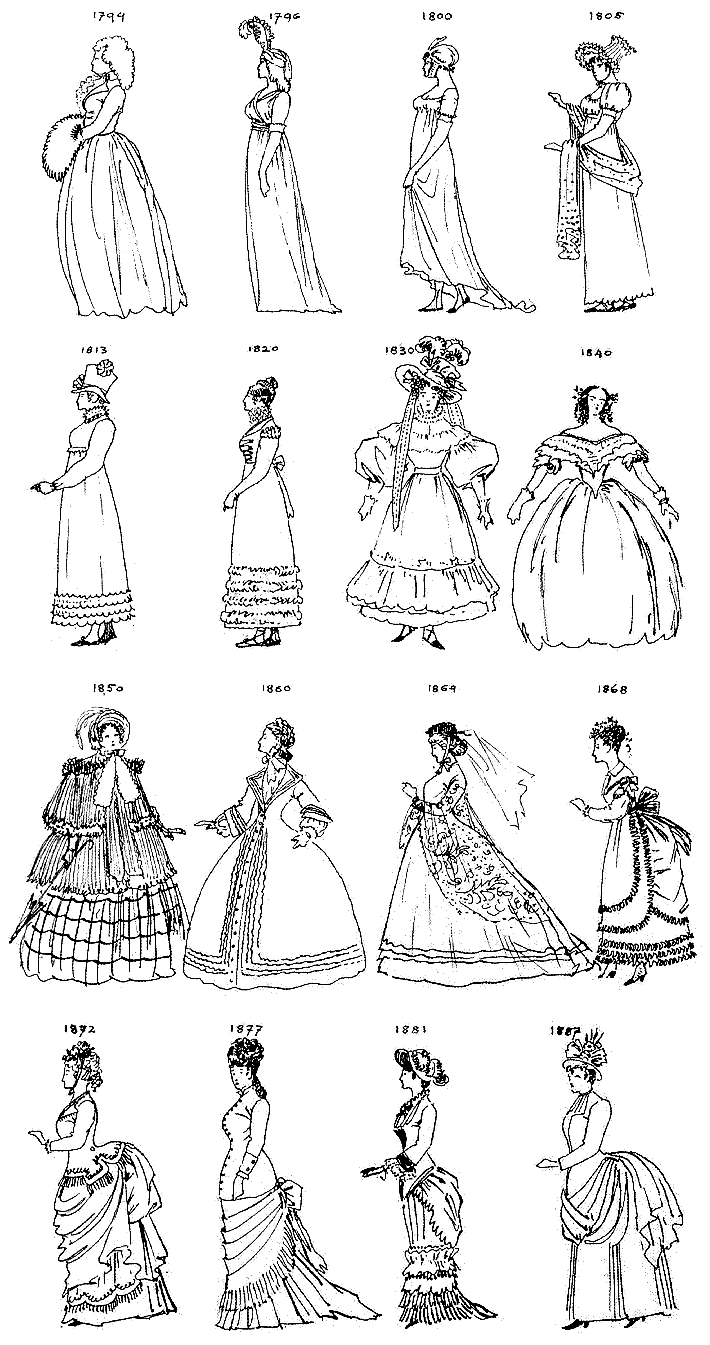
Le costume féminin de 1794 à 1887.

Cet article présente la mode au XIXe siècle en Europe.

## Années 1800
Hommes et femmes se coupent les cheveux courts et bouclés à la Titus.

### Femmes
Les femmes adoptent les robes à la romaine, silhouette héritée du Directoire (1795-1799) à la taille haute remontée sous les seins et largement décolletée que couvre un long châle de cachemire. Ces robes d'abord à longue traine, deviendront de plus en plus courtes sous l'Empire. Les poissardes sont des pendants d'oreille très courants.
Par la suite sont portées des robes décolletées à la Psyché, à la romaine, à la Flore avec des manches très courtes et bouffantes afin de porter de longs gants.

### Hommes
La mode masculine est influencée à partir des années 1780, par l'Angleterre où de nombreux aristocrates vivent à la campagne et privilégient des vêtements pratiques comme la redingote, le gilet court, les bottes de cuir. Les vêtements se simplifient sans pour autant cesser d'être ornés dans les fêtes officielles et à la Cour impériale.
Leur costume reste influencé par la mode anglaise. En France, c'est sous l'impulsion du peintre David et de l'art néo-classique que la mode cherche à imiter l'Antiquité gréco-romaine. Les cheveux sont courts et sans poudre.
Les grands châles de cachemire sont en vogue et le resteront pendant soixante ans. C'est sous l'Empire que le noir commence à s'imposer dans la bourgeoisie.

## Années 1820
En France, à la mort de Napoléon Ier (1821) le style néo-classique est abandonné. Le corset réapparaît et la jupe adopte la forme d'un cône Les manches deviennent de plus en plus bouffantes et pour les rendre encore plus volumineuses, on les double avec du carton, ce qui a l'avantage de rendre la taille encore plus mince. Sous Charles X (1825-1830), les jupes raccourcissent à la cheville et gagnent en volume. Les chapeaux prennent des proportions gigantesques, couverts de plumes et de rubans. Le soir, les femmes se coiffent en hauteur d'un chignon dit en nœud d'Apollon postiche maintenu en équilibre par un grand peigne à l'espagnole. Le romantisme influence la mode féminine.Servant de faire-valoir à la toilette féminine, la mode masculine est toujours inspirée par le chic anglais : sobriété des couleurs et des formes. Le pantalon, héritage de la Révolution, est généralement porté et la culotte est abandonnée petit à petit. On porte de grandes capes et le chapeau haut de forme.

## Années 1830
Sous le règne de Louis-Philippe (1830-1848) la mode s'assagit. Jusqu'en 1835, la silhouette féminine évolue peu : épaules dénudées par le décolleté bateau couvertes de grands cols de lingerie, dits canezous, sorte de pèlerine en mousseline brodée dont les pans sont passés sous la ceinture très large. Les manches à gigot (qui étaient très serrées) sont enflées jusqu'au coude puis étroites sur l'avant-bras. Les jupes bouffent grâce à un jupon de crin dit crinoline et recouvrent désormais la chaussure. La coiffure se simplifie : le nœud d'Apollon est remplacé par un chignon tressé et des bandeaux plats recouvrent les oreilles. Les chapeaux immenses disparaissent pour faire place à de petits bibis préfigurant les capotes de la prochaine décennie.

## Années 1840

### Femmes

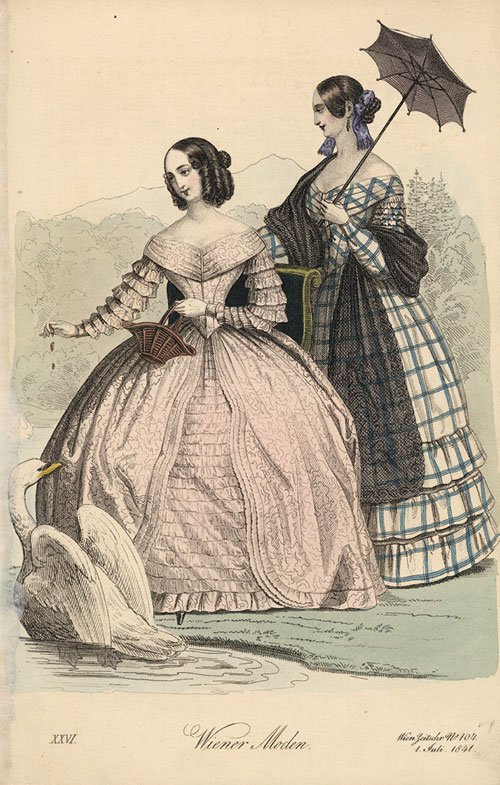

Sous l'influence anglaise, la silhouette féminine se simplifie : Le jour, on élimine les accessoires trop voyants pour ne conserver que l'essentiel, donnant à l'ensemble un aspect austère. Le buste étroit et busqué, une robe unie de couleur sombre, engoncée dans un châle-pèlerine, cachant son teint blafard sous une vaste capote, la femme à la mode s'efface désormais en société sous l'emprise du cant. On porte indifféremment des bandeaux plats ou des "anglaises", tire-bouchons de cheveux tombant sur les épaules. Le soir, on arbore le grand décolleté, volants et rubans de dentelles à la jupe gonflée de crin, fleurs et bijoux à profusion. Le chapeau est en forme de capote évasée du bas pour laisser tomber les longues boucles "à l'anglaise" puis la capote devient de plus en plus serrée sur les joues. Les bandeaux plats sont alors à la mode ; chez elles, les femmes portent de petits bonnets de lingerie ornés de dentelles et de rubans. Les robes se garnissent sur le côté, portées superposées et souvent ouvertes sur le devant en demi-queue arrondie parfois un peu traînante sur les robes de soirées. Les robes à volants, inspirées de la mode espagnole se portent jusque dans les années 1860 dans la rue ou au spectacle comme les mantilles et les grands châles. Les bottines lacées commencent à faire leur apparition. Le corsage se porte tombant sur les épaules grâce à une emmanchure très basse. Le corset aplatit la poitrine, allonge et amincit la taille. Le soir, les femmes exposent généreusement poitrine et épaules. Se dégage de la silhouette générale une impression de fragilité et de mystère que dramatise le port de couleurs sombres.

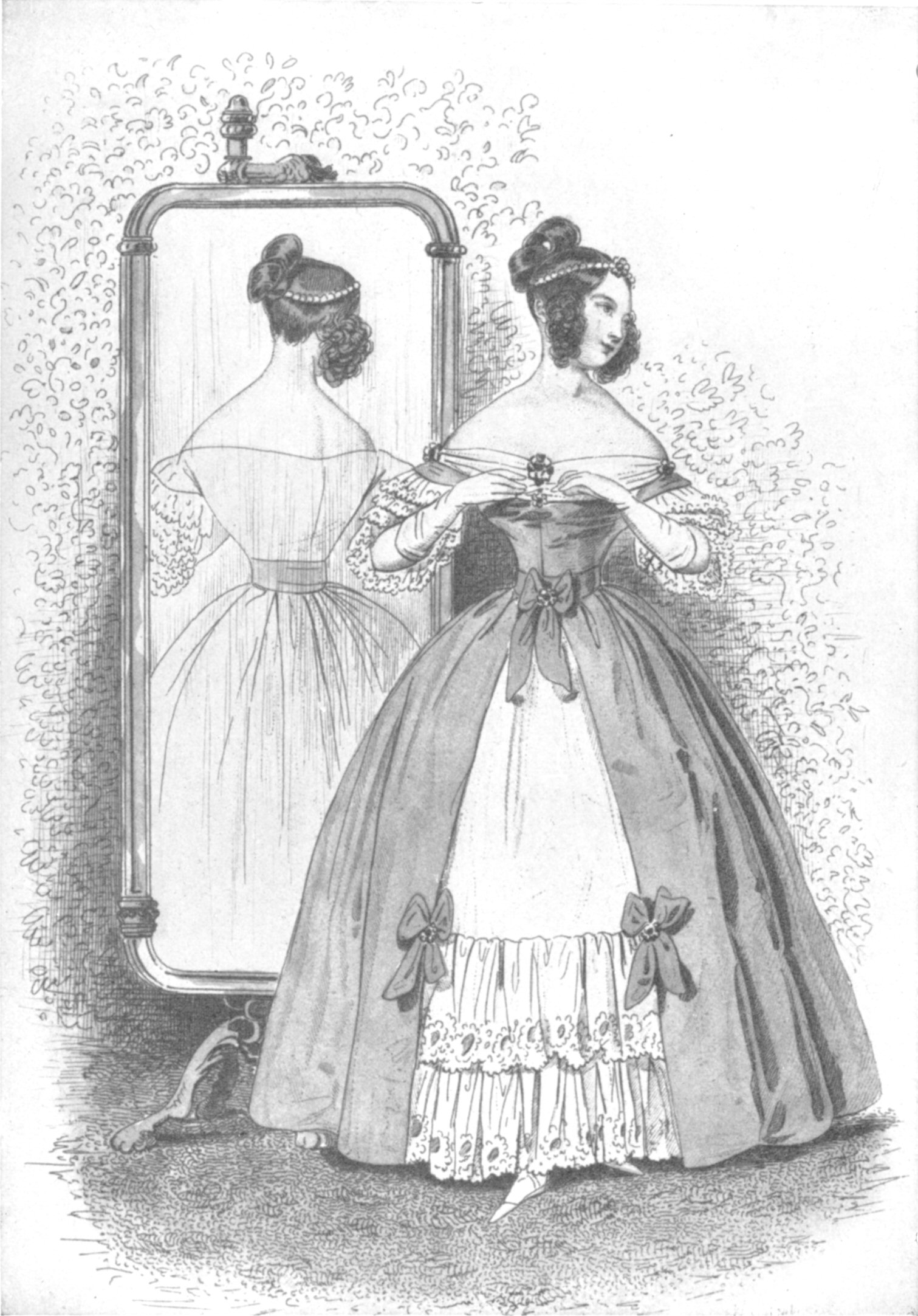
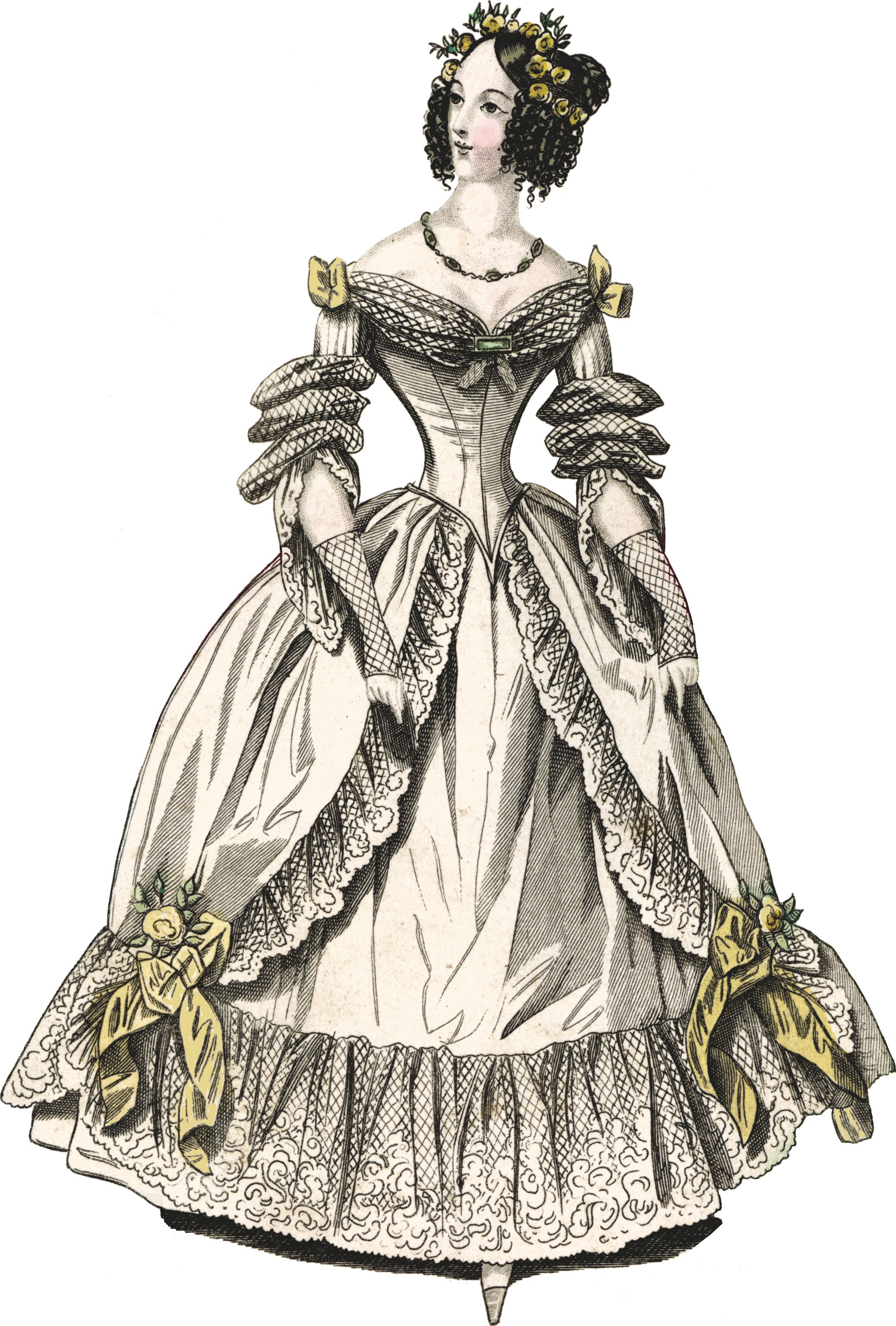
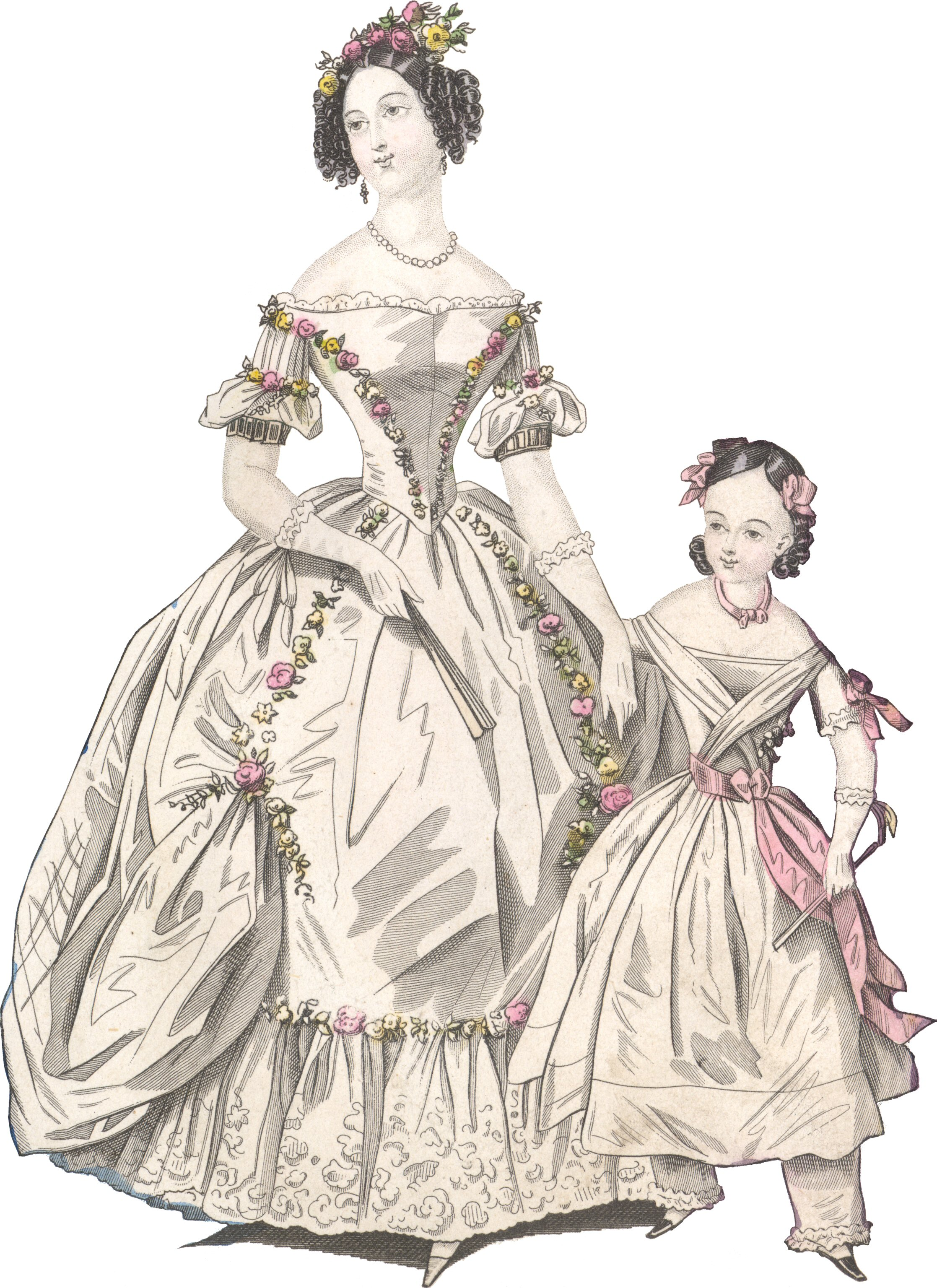
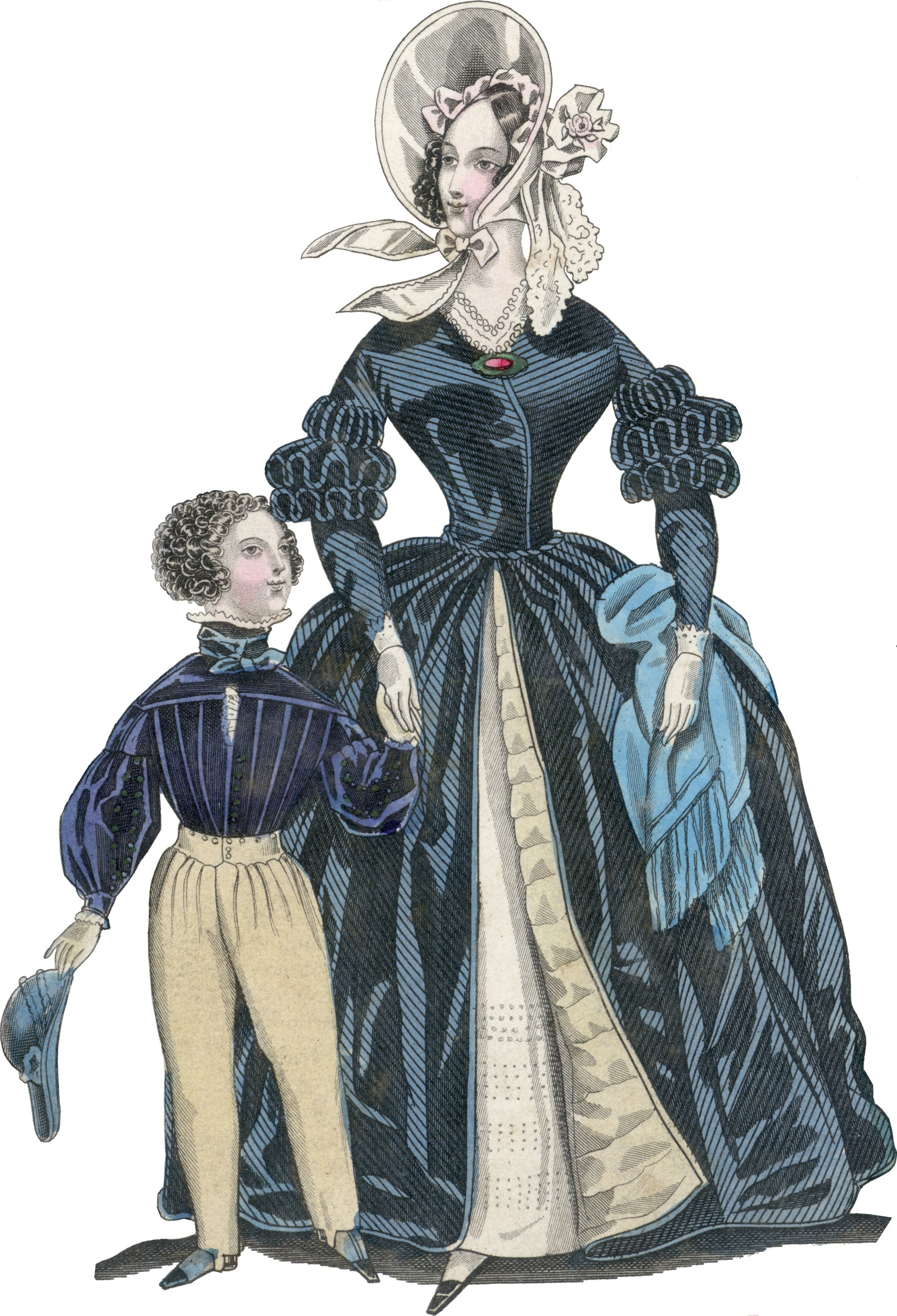

### Hommes

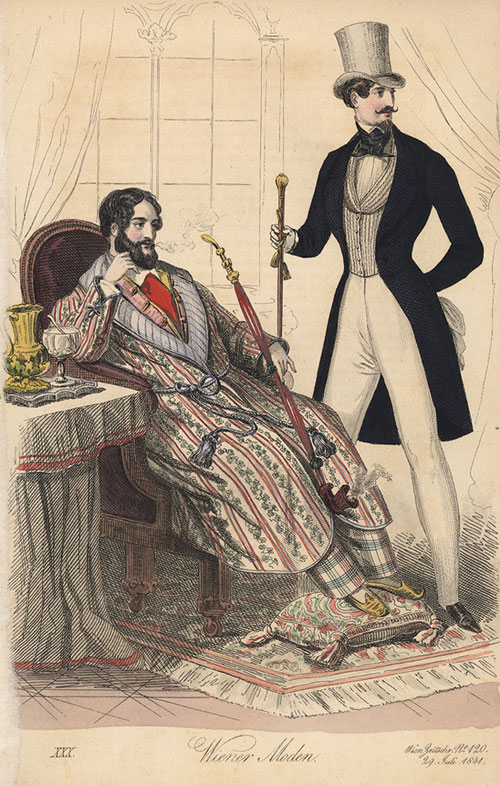

Chez les hommes, le vêtement évolue au cours de la décennie :
- Le chapeau haut-de-forme perd progressivement en hauteur et en ampleur.
- Les vêtements restent généralement ajustés mais une mode flottante apparaît, présentée comme de la négligence dans la presse.

Les vestes sont à longues basques et à larges revers, le gilet est élégant et brodé, la cravate se porte ample en foulard.

Le pantalon se porte ample et couvrant les 3/4 du pied.

Les souliers se portent indifféremment avec ou sans guêtres.

De nombreux accessoires sont présents : lorgnon, binocle, canne, montre à gousset, boutons travaillés.

## Années 1850

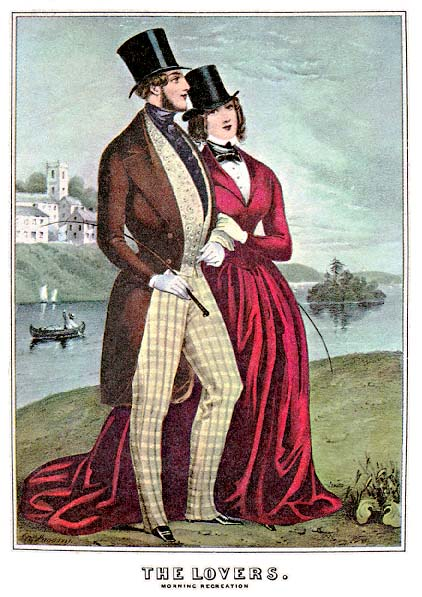

### Femmes
Le velours fait son apparition, la richesse de l'étoffe la dispense d'ornements superflus et les robes retrouvent une certaine simplicité.

Le corsage se porte toujours aux épaules et il n'est orné de jabot ou de dentelles que pour accompagner les robes en soie ou en toile.
 
Les manches sont larges en haut et ouvertes et très larges en bas pour laisser tomber la dentelle mettant en valeur la finesse d'une main gantée si possible.

Vers 1856 apparaît le jupon dit crinoline qui va peu à peu remplacer le jupon et redonner une allure imposante et volumineuse aux jupes. Alors que la révolution industrielle et financière s'impose, les femmes affichent la réussite sociale par l'ampleur de leur jupe et ce, grâce au système de la crinoline. En effet, les cerceaux confèrent la forme ronde et peuvent supporter le poids des jupes. 

### Hommes
La veste a une coupe large et se porte avec une cravate blanche cachant jusqu'au col de la chemise. Le gilet est droit et discrètement orné aux boutons. Le pantalon collant tombe droit sur une bottine vernie ou une chaussure sous laquelle il est retenu par un sous-pied. Le pantalon est à raies horizontales ou quadrillage écossais pour la ville, mais il est noir ou blanc pour le soir. On porte encore l'habit de couleur dans la journée. La jaquette apparaît. Elle est assez proche de la redingote mais ses basques sont courtes et arrondies sur le devant. La taille, moins étranglée qu'auparavant, est marquée assez bas. Le tout porté sous un petit manteau à larges manches ou une redingote courte. De 1847 à 1860, la jupe de la redingote raccourcit au point de n'être qu'une basque un peu longue. Pour sortir, on couvre cette redingote de vêtements flottants : cloche, mandarin, Charles-Quint, Pie IX, Talma. En villégiature, la tenue est moins stricte. Les garçons portent casquette et blouse qui sont empruntés au folklore russe.
La silhouette de presque tous les hommes est prolongée par le chapeau haut de forme noir, les bords souvent légèrement relevés, le corps très haut et subtilement évasé, en velours taupé ou en soie très brillante "à huit reflets". Les cheveux sont roulés ou frisés sur les oreilles et les lèvres parées d'une fine moustache ou de la barbiche impériale.

## Années 1860

### Femmes

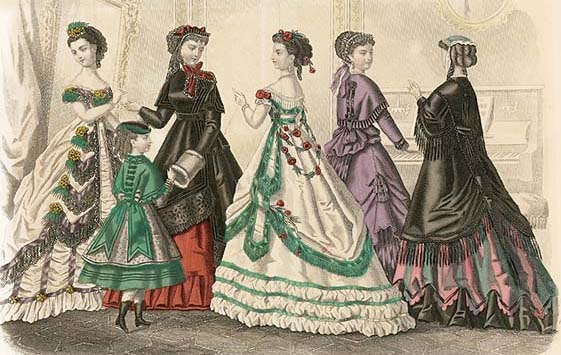

Le drapé amorce son retour sur les robes, mais aussi via les capes, châles et autres pèlerines.

Les manches s'aplatissent en hiver mais restent larges pour l'été.

Les bottines vernies sont de plus en plus présentes.

Les chapeaux s'élargissent et les bijoux prennent une importance grandissante.

Les accessoires essentiels sont le foulard et la longue ceinture style turban et souvent ornée.

Le manteau se porte court, ajusté et arrondi sur le devant.

Vers 1865, la mode est aux rayures et aux coiffures dite à l'antique constituées d'une tresse en diadème sur le devant et d'un chignon derrière.

C'est aussi l'apparition de véritable robes avec jupe et corsage cousus : la jupe comporte souvent avec une légère traîne et le corsage est simple à basques découpées en pointe.

### Hommes

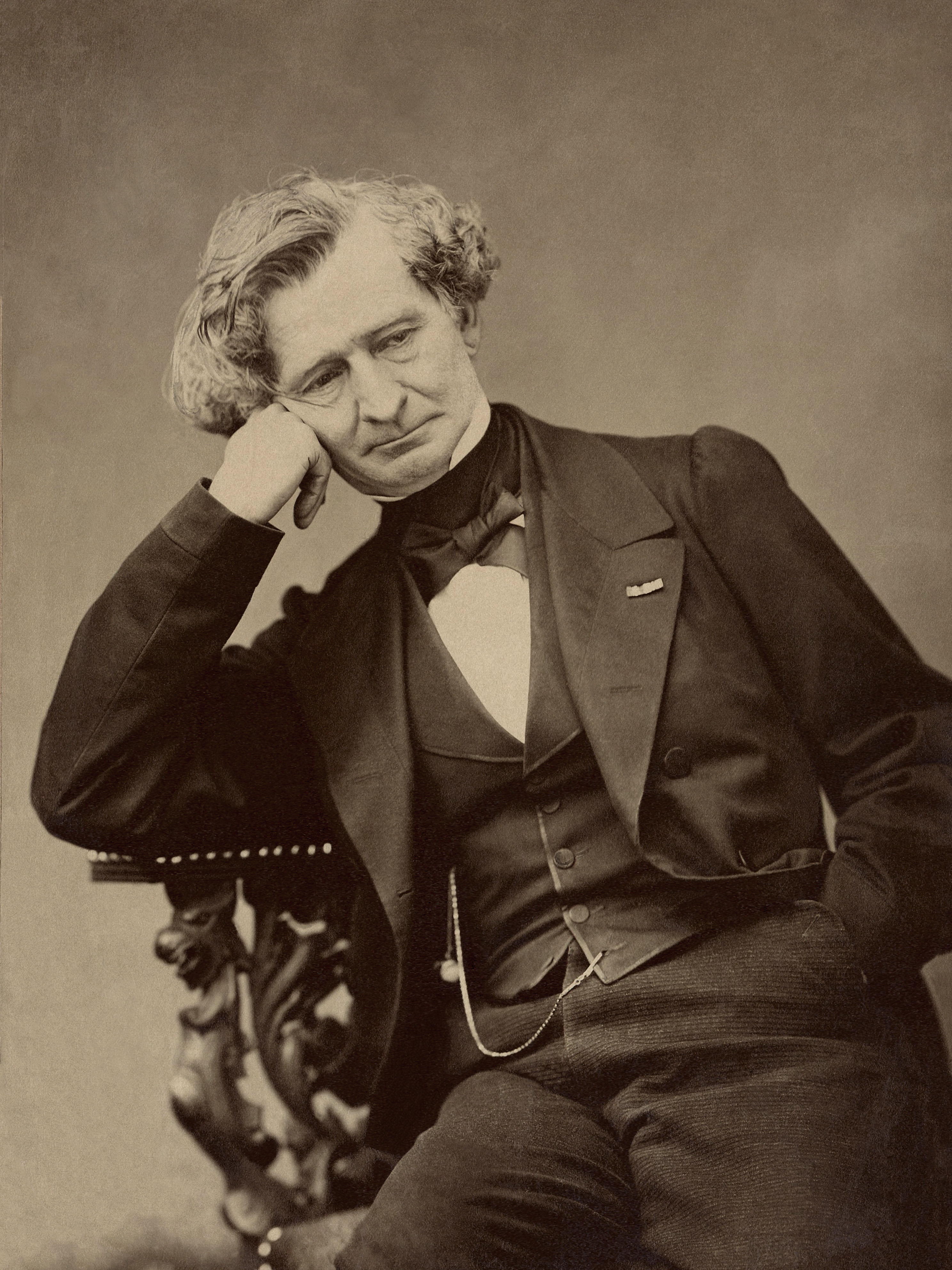
Hector Berlioz par Pierre Petit en 1863. Le compositeur porte la redingote croisée. Le gilet gansé, à revers et gousset, ouvre sur un plastron. Le pantalon à rayures horizontales est muni sur le devant de poches biaisées à boutons.

De 1860 à 1869, le costume masculin évolue vers une certaine austérité : le noir, de rigueur le soir, se répand aussi à la ville ; cols et plastrons amidonnés font leur apparition. Les vêtements sont cependant beaucoup moins ajustés qu'auparavant.
Le pantalon, à taille haute, sans pli ni pince, retrouve une certaine ampleur sur la jambe et adopte vers 1860 une coupe légèrement évasée à partir du genou. Il cascade sur la jambe et casse sur la chaussure dont il couvre le talon. À la ville, il est volontiers à rayures ou à carreaux. Suivant l'exemple des uniformes, il peut être gansé ou passepoilé sur les côtés et son ourlet coupé de biais pour dégager le devant de la chaussure. Si le pantalon est droit, l'ourlet est parfois fendu sur les côtés pour habiller la chaussure. Deux poches haut placées, taillées en biais vers les côtés, s'ouvrent juste sous le gilet.
Droite ou parfois croisée, peu cintrée, la redingote est souvent portée ouverte ou seulement fermée par les premiers boutons. Sa longueur augmente avec l'âge de celui qui la porte. Ses revers sont souvent gansés. La courbure des têtes de manches, légèrement rembourrées, répond à la coupe nettement coudée des manches. 
Le gilet à gousset, uni ou à motifs, reçoit la montre et sa chaîne pendante. Il est boutonné haut ou s'ouvre par des revers sur un plastron blanc. Le pardessus, à peine cintré voire franchement vague, adopte des manches très amples. Le couvre-col ou les parements en bas des manches peuvent être de velours. Les chaussures sont des bottines à boutons le jour et des escarpins le soir. Le haut de forme noir reste le chapeau le plus répandu à la ville. 
La plupart des hommes d'âge mur portent les favoris ou la barbe et la moustache.

## Années 1870

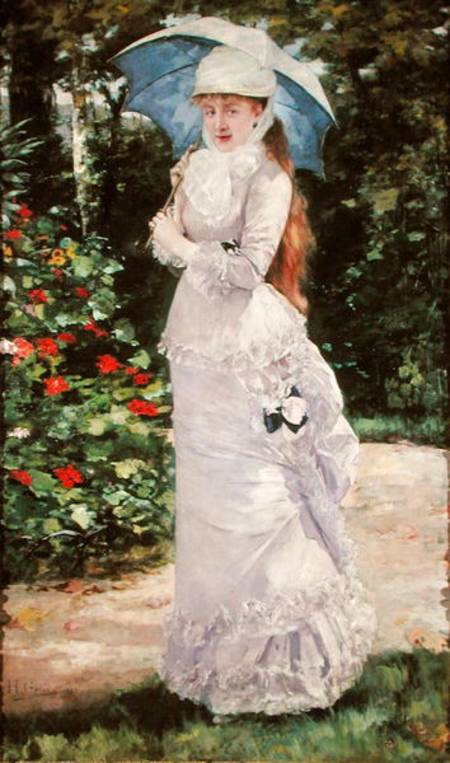

### Femme

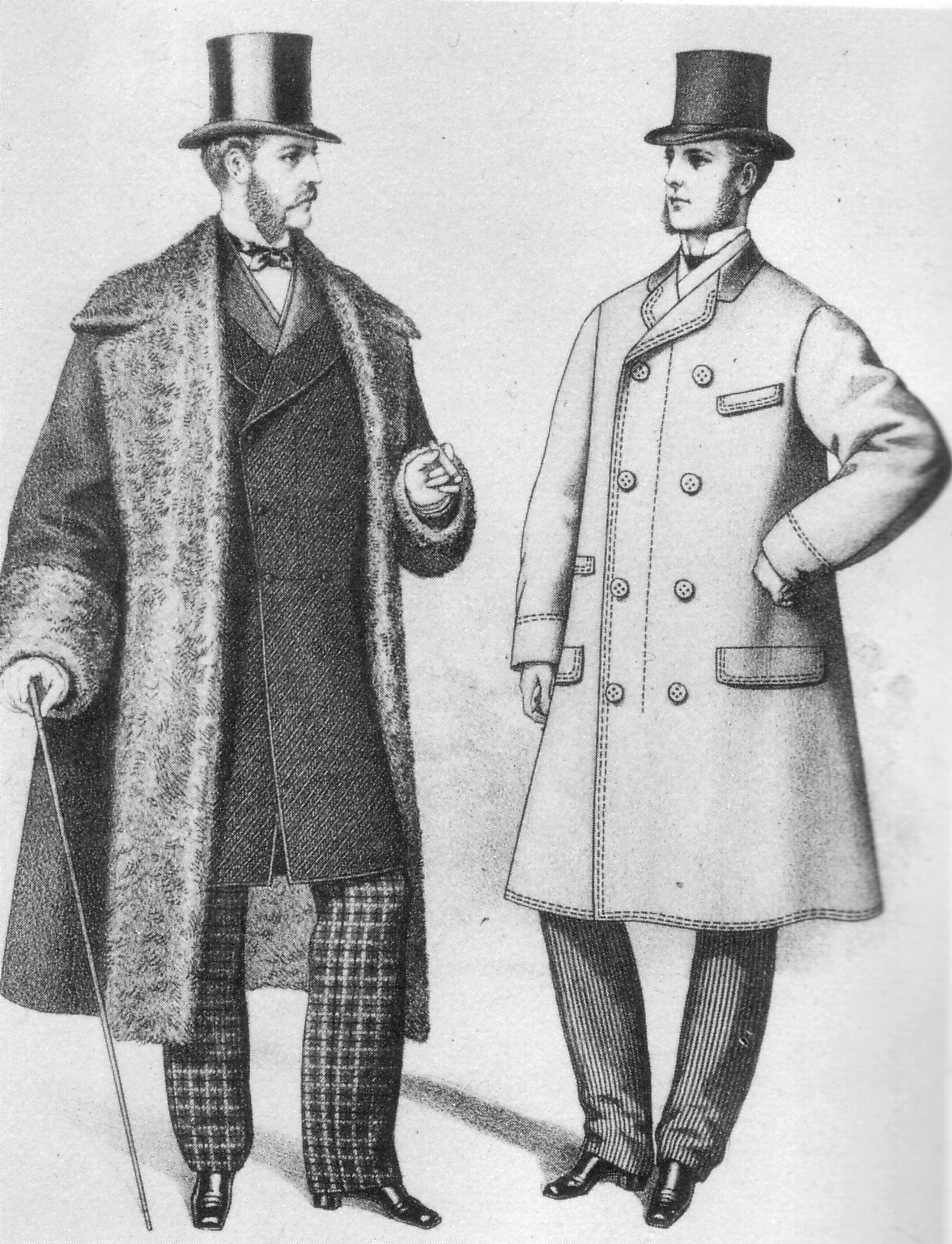

La traîne s'est peu à peu remontée sur les hanches pour devenir tournure qui sont ornées de rubans ou de dentelles. 

La silhouette se transforme radicalement au cours de la décennie, la traine remontant sur le postérieur à mesure que la robe s'ajustera au corps oubliant de fait la crinoline.

Les chapeaux redeviennent petits, ils sont surtout garnis de fleurs, de rubans ou de voiles et se portent penchés sur le devant.

Les manteaux sont amples et longs, sauf s’ils sont assortis à la robe : alors, ils sont au contraire ajustés.

L'ombrelle et l’éventail restent des accessoires indispensables en été : la taille des ombrelles se réduit, tandis que celles des éventails augmente, jusqu’à mesurer 70cm d’envergure. Les dames emportent une quinzaine de ces accessoires dans leurs valises pour leurs vacances dans des stations balnéaires.

### Hommes
La tenue reste sobre mais gagne en ampleur.

Les manteaux sont longs et larges. 

La cravate laisse place au nœud papillon.

Le haut-de-forme est toujours de rigueur.

## Années 1880

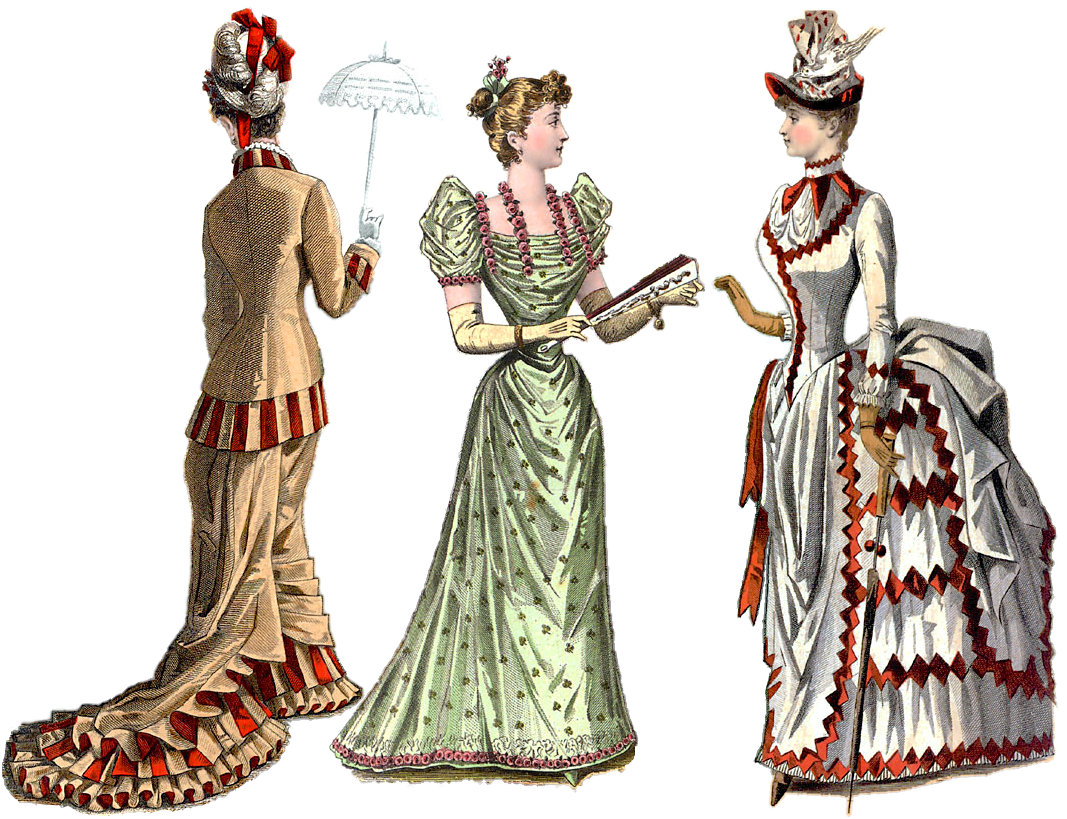

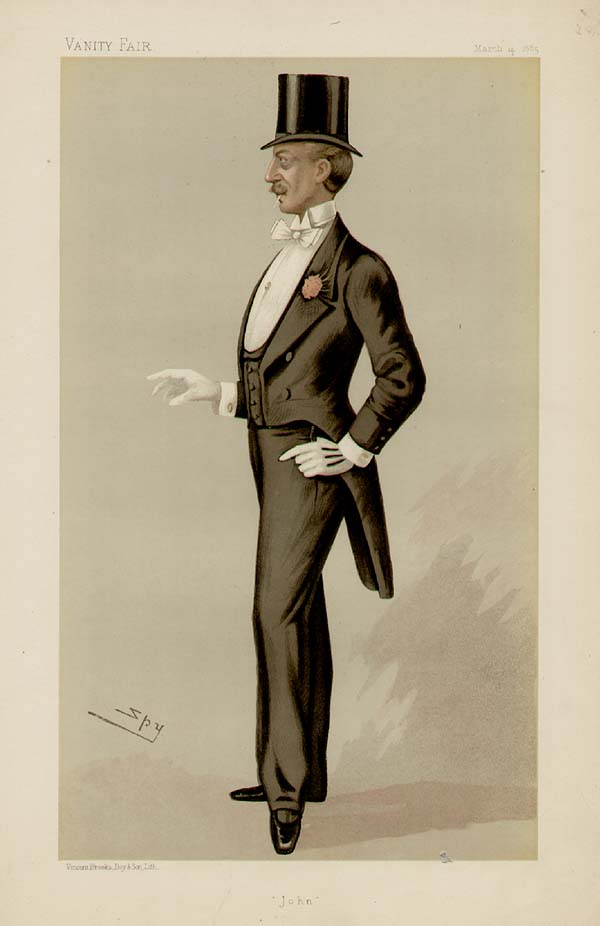

### Femmes
La broderie est très présente autant sur les jupes que sur les manteaux.

Le drapé reste aussi très présent.

Les chapeaux gagnent en extravagance à mesure que passent les tenues de la journée pour terminer avec des bords très larges et un panache en soirée.

Les jupes sont coupées plates et les corsages se ferment en biais.

Les gants qui se portent toute la journée sont simples et montant sur la manche, souvent rehaussés d'un bracelet.

La montre est l'accessoire de la décennie, elle se trouve partout sur les bracelets, au bout d'une chaîne, sur le manche des parapluies, etc.

### Hommes
Chez les hommes, c'est l'apparition du smoking qui révolutionne la mode. Il permet toutefois au costume de demeurer sobre, voire strict.

## Années 1890

### Femmes

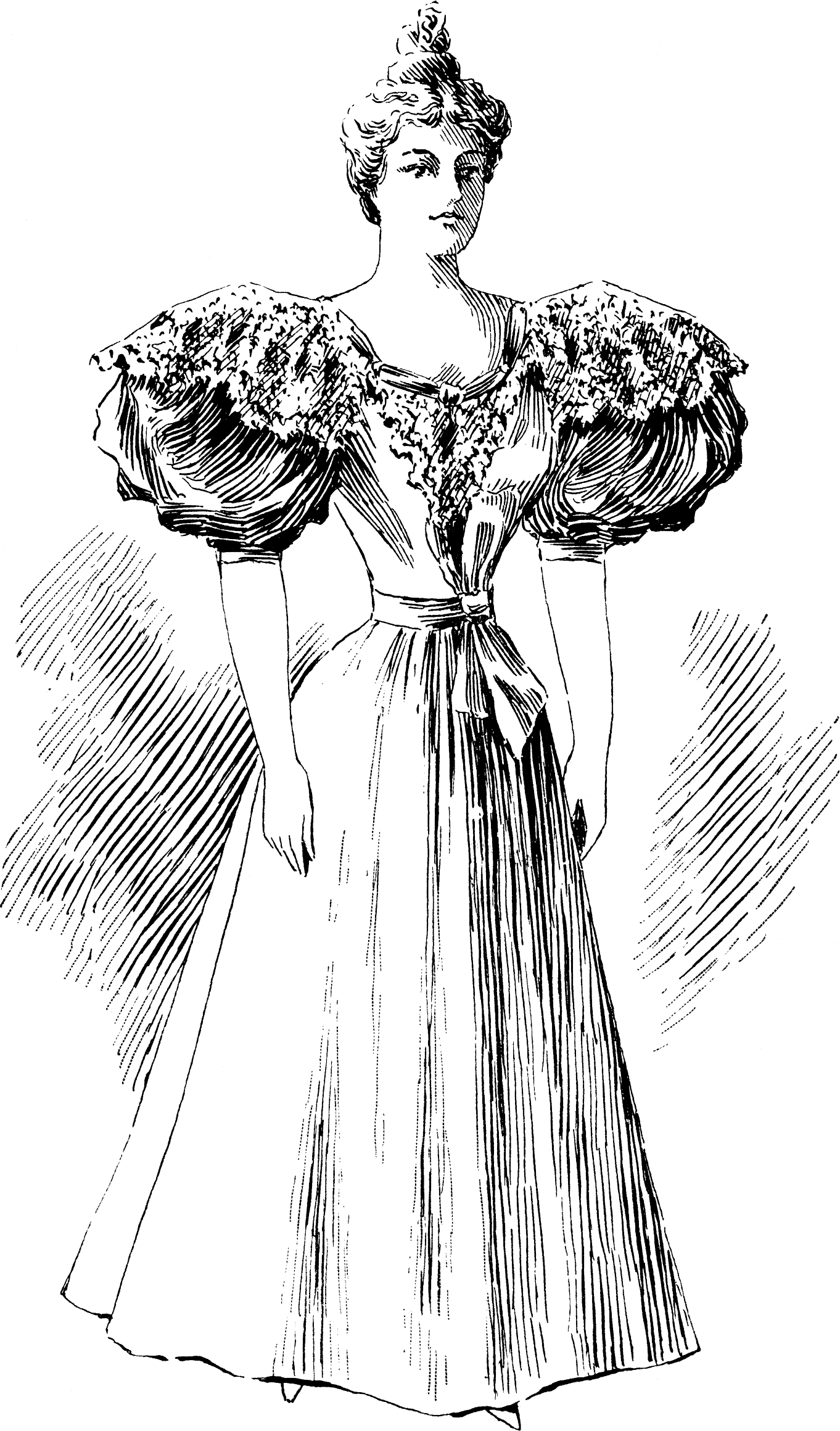

Le chapeau est la capeline ornée de plumes ou de rubans.

Le manteau se porte très long, croisé avec une double rangée de boutons sur une veste-jaquette cintrée à manches bouffantes en haut et serré par de longs gants en bas.

Le satin souvent orné velours et les paillettes sont à la mode.

Le corsage est froncé sur le buste ou avec un plastron et les manches sont bouffantes.

Le bracelet et le collier de velours ou de rubans assortis sont les accessoires essentiels ; les colliers de ce genre s'appellent tour de cou.

Devant le fort essor de la bicyclette, d'autres éléments du costume apparaissent : la culotte courte et froncée aux genoux, elle se porte avec des jambières ou des bas et un corsage cintré à encolure dégagée et manches bouffantes. Il est possible d'ajouter une jupe courte sur la culotte voire une jupe-pantalon. Le tout assorti d'une veste-jaquette flottante à larges revers portée avec ou sans cravate bouffante ce qui préfigure déjà le tailleur.

## Note et source
Eric Baschet, Krishnâ Renou et Georges Yoldjoglou, La mode, Histoire d'un siècle 1843-1944, Le livre de Paris, coll. « Les grands dossiers de l'illustration », 1987, 191 p. (ISBN 2-904310-85-1, ISSN 0993-4057)